# SOONY 6
《SOONY 6》(수니 식스)는 장필순의 여섯 번째 정규 앨범이다. 음원 사이트 소리바다가 선정한 '2000's 베스트앨범 100'에서 영예의 1위를 차지했다.

## 수록곡
- 전체 편곡: 조동익

| #   | 제목                     | 작사·작곡 | 재생 시간 |
| --- | ------------------------ | --------- | --------- |
| 1.  | 〈헬리콥터〉             | 윤영배    | 4:22      |
| 2.  | 〈고백〉                 | 조동익    | 5:41      |
| 3.  | 〈Soony Rock〉           | 장필순    | 5:58      |
| 4.  | 〈10년이 된 지금〉       | 윤영배    | 4:46      |
| 5.  | 〈흔들리는 대로〉        | 장필순    | 4:33      |
| 6.  | 〈동창〉                 | 윤영배    | 5:13      |
| 7.  | 〈어떻게 그렇게 까맣게〉 | 장필순    | 4:38      |
| 8.  | 〈모래 언덕〉            | 조동익    | 3:19      |
| 9.  | 〈신기루〉               | 조동익    | 6:36      |
| 10. | 〈햇빛〉                 | 조동익    | 6:12      |

## 함께 만든 사람들
- 프로듀서 : 조동익, 조동진
- 기획사 : 	하나뮤직
- producer - 조동진
- arrangement - 조동익
- computer programing, bass, e & a guitar - 조동익
- engineer - 서종칠, 이종학, 이소림
- operation director - 신진
- photograph - 조동익